# Un rău necesar (Star Trek: Deep Space Nine)
„Un rău necesar” este cel de-al 28-lea episod din serialul american de televiziune științifico-fantastic Star Trek: Deep Space Nine. Este al optulea episod al celui de-al doilea sezon.
Plasat în secolul al XXIV-lea, serialul urmărește aventurile de pe Deep Space Nine, o stație spațială situată în apropierea unei găuri de vierme stabile între cadranele Alfa și Gamma ale galaxiei Calea Lactee, în apropierea planetei Bajor. Acest episod se concentrează pe Odo, șeful securității de pe Deep Space Nine, un metamorf de origine necunoscută. În acest episod, un atac asupra barmanului Quark îl determină pe Odo să redeschidă o anchetă privind o crimă nerezolvată care datează din zilele ocupației cardassiene. Episodul prezintă imagini retrospective din acea perioadă, inclusiv prima dată când Odo a întâlnit-o pe luptătoarea de rezistență bajorană Kira Nerys, care acum este primul ofițer al Deep Space Nine.

## Prezentare
O femeie bajorană, Vaatrick Pallra, îl angajează pe Quark să recupereze o cutie de valori din magazinul soțului ei decedat pe Deep Space Nine. Quark o deschide și găsește o listă cu nume bajorane. Un străin, Trazko, se furișează, îl împușcă pe Quark și fură lista. În timp ce dr. Bashir încearcă să-l readucă la viață pe Quark, Rom, fratele lui Quark, îi spune lui Odo despre lista de nume și despre faptul că acea cutie a fost ascunsă în magazin în timpul Ocupației.
Într-o retrospectivă, cu cinci ani mai devreme, Odo este solicitat de comandantul cardassian al stației, Gul Dukat, pentru a investiga o crimă. Odo o interoghează pe Vaatrick Pallra, văduva decedatului. Aceasta susține că soțul ei a avut o aventură cu Kira Nerys. Când Odo o interoghează pe Kira, aceasta spune că nu a existat nicio relație intimă între ea și Vaatrick și că în momentul crimei dădea un interviu pentru un loc de muncă la barul lui Quark.
În prezent, Rom îi spune lui Odo că unul dintre numele de pe listă semăna cu „Ches'so”. Odo o interoghează pe Pallra, care pretinde că nu știe nimic despre lista de nume și despre numele „Ches'so”. De asemenea, ea refuză să divulge cine i-a împrumutat banii pentru a-și plăti factura de electricitate scadentă. Kira îl identifică pe „Ches'so”: un filantrop pe nume „Ches'sarro”, care tocmai a murit.
Cu cinci ani mai devreme, Quark recunoaște că Kira l-a mituit pentru a-i oferi un alibi fals. Când Odo o confruntă în legătură cu acest lucru, Kira dezvăluie că a comis un atac terorist pe stație. Odo îi spune lui Dukat că Kira nu este vinovată de crimă.
În prezent, Odo deduce că numele de pe listă sunt bajorani care au colaborat cu cardassienii în timpul ocupației, pe care Pallra i-a șantajat. Trazko încearcă din nou să îl ucidă pe Quark; Rom îi salvează viața lui Quark țipând, atrăgând atenția ofițerilor de securitate. Adusă pe DS9, Pallra neagă că îl cunoaște pe Trazko, dar Odo a confirmat că a transferat recent o sumă mare de bani în contul său bancar. Când își declară nevinovăția în cazul uciderii soțului ei, Odo îi răspunde: „Știu”
Odo și-a dat seama că Kira este cea care l-a ucis pe Vaatrick cu cinci ani mai devreme. El îi spune Kirei că a început să o suspecteze atunci când a reușit să îl identifice atât de repede pe Ches'saro. Când a dedus că lista era formată din colaboratori bajorani, Odo și-a dat seama că și Vaatrick era un colaborator, iar acum înțelege că Dukat l-a ales pe el să investigheze pentru a păstra distanța față de colaboratorii săi. Kira, membră a rezistenței, l-a ucis pe Vaatrick atunci când a descoperit-o încercând să fure lista cu nume. Nu i-a spus niciodată lui Odo, deoarece se temea că le va afecta prietenia. Kira îl întreabă dacă va putea avea din nou încredere în ea, iar el este incapabil să răspundă.